# Athlétisme aux Jeux du Commonwealth de 2018
Pour un article plus général, voir Jeux du Commonwealth de 2018.
Navigation
Les épreuves d'athlétisme des Jeux du Commonwealth de 2018 se déroulent du 8 au 15 avril 2018 au Stade Carrara de Gold Coast, en Australie.
Les épreuves de marche se déroulent sur le Currumbin Beachfront tandis que celles du marathon 
dans les Southport Broadwater Parklands de Southport.

## Compétition

### Forfaits
Le champion en titre du saut en longueur, Greg Rutherford (Angleterre), annonce en février 2018 son forfait, ne se sentant pas prêt à concourir après une blessure à la cheville en 2017.
Le 4 avril 2018, soit quatre jours avant le début des épreuves d'athlétisme, l'Australienne Sally Pearson, double tenante du titre sur 100 m haies et championne du monde de la discipline en 2017, annonce son forfait à la suite d'une entorse à la cheville contractée en mars. Elle était la favorite pour le titre, d'autant plus que la compétition se déroule chez elle

## Résultats

### Hommes
| 100 m | Akani Simbine 10 s 03                                                                        | Henricho Bruintjies 10 s 17                                                                 | Yohan Blake 10 s 19                                                             |
| 200 m | Jereem Richards 20 s 12                                                                      | Aaron Brown 20 s 34                                                                         | Leon Reid 20 s 55                                                               |
| 400 m | Isaac Makwala 44 s 35                                                                        | Baboloki Thebe 45 s 09                                                                      | Javon Francis 45 s 11 (SB)                                                      |
| 800 m | Wycliffe Kinyamal 1 min 45 s 11                                                              | Kyle Langford 1 min 45 s 16 (PB)                                                            | Luke Mathews 1 min 45 s 60 (SB)                                                 |
| 1 500 m | Elijah Manangoi 3 min 34 s 78                                                                | Timothy Cheruiyot 3 min 35 s 17                                                             | Jake Wightman 3 min 35 s 97                                                     |
| 5 000 m | Joshua Cheptegei 13 min 50 s 83                                                              | Mohammed Ahmed 13 min 52 s 78                                                               | Edward Zakayo 13 min 54 s 06                                                    |
| 10 000 m | Joshua Cheptegei 27 min 19 s 62 (CR)                                                         | Mohammed Ahmed 27 min 20 s 56                                                               | Jake Robertson 27 min 30 s 90                                                   |
| Marathon | Michael Shelley 2 h 16 min 46 s                                                              | Solomon Mutai 2 h 19 min 2 s                                                                | Robbie Simpson 2 h 19 min 36 s                                                  |
| 110 m haies | Ronald Levy 13 s 19                                                                          | Hansle Parchment 13 s 22                                                                    | Nicholas Hough 13 s 38 (PB)                                                     |
| 400 mètres haies | Kyron McMaster 48 s 25                                                                       | Jeffery Gibson 49 s 10 (SB)                                                                 | Jaheel Hyde 49 s 16                                                             |
| 3 000 m steeple | Conseslus Kipruto 8 min 10 s 08 (CR)                                                         | Abraham Kibiwott 8 min 10 s 62 (SB)                                                         | Amos Kirui 8 min 12 s 24                                                        |
| 20 km marche | Dane Alex Bird-Smith 1 h 19 min 34 s (CR)                                                    | Tom Bosworth 1 h 19 min 38 s (NR)                                                           | Samuel Gathimba 1 h 19 min 51 s                                                 |
| 4 × 100 m | Angleterre Harry Aikines-Aryeetey Reuben Arthur Zharnel Hughes Richard Kilty 38 s 13 (SB)    | Afrique du Sud Henricho Bruintjies Emile Erasmus Anaso Jobodwana Akani Simbine 38 s 24 (NR) | Jamaïque Everton Clarke Oshane Bailey Warren Weir Yohan Blake 38 s 35 (SB)      |
| 4 × 400 m | Botswana Leaname Maotoanong Baboloki Thebe Onkabetse Nkobolo Isaac Makwala 3 min 1 s 78 (SB) | Bahamas Alonzo Russell Stephen Newbold Teray Smith Ojay Ferguson 3 min 1 s 92 (SB)          | Jamaïque Jermaine Gayle Demish Gaye Jamari Rose Javon Francis 3 min 1 s 97 (SB) |
| Saut en hauteur | Brandon Starc 2,32 m (PB)                                                                    | Jamal Wilson 2,30 m (SB)                                                                    | Django Lovett 2,30 m (PB)                                                       |
| Saut à la perche | Kurtis Marschall 5,70 m                                                                      | Shawnacy Barber 5,65 m                                                                      | Luke Cutts 5,45 m                                                               |
| Saut en longueur | Luvo Manyonga 8,41 m (CR)                                                                    | Henry Frayne 8,33 m                                                                         | Ruswahl Samaai 8,22 m                                                           |
| Triple saut | Troy Doris 16,88 m (SB)                                                                      | Yordanys Durañona 16,86 m                                                                   | Marcel Mayack 16,80 m                                                           |
| Lancer du poids | Tomas Walsh 21,41 m                                                                          | Chukwuebuka Enekwechi 21,14 m (PB)                                                          | Tim Nedow 20,91 m (SB)                                                          |
| Lancer du disque | Fedrick Dacres 68,20 m (CR)                                                                  | Traves Smikle 63,98 m                                                                       | Apóstolos Paréllis 63,61 m                                                      |
| Lancer du marteau | Nick Miller 80,26 m (CR, NR)                                                                 | Matthew Denny 74,88 m (PB)                                                                  | Mark Dry 73,12 m (SB)                                                           |
| Lancer du javelot | Neeraj Chopra 86,47 m (SB)                                                                   | Hamish Peacock 82,59 m                                                                      | Anderson Peters 82,20 m                                                         |
| Décathlon | Lindon Victor 8 303 pts                                                                      | Pierce Lepage 8 171 pts                                                                     | Cedric Dubler 7 983 pts                                                         |
| Records et Performances - AR : Record continental (area record) - CR : Record des championnats (championship record) - MR : Record du meeting (meet record) - NR : Record national (national record) - OR : Record olympique (olympic record) - PR : Record paralympique (paralympic record) - PB : Record personnel (personal best) - SB : Meilleure performance personnelle de la saison (season's best) - WL : Meilleure performance mondiale de l'année (world leader) - WJR : Record du monde junior (world junior record) - WR : Record du monde (world record) Circonstances et Conditions - DNF : N'a pas terminé (did not finish) - DNS : N'a pas pris le départ (did not start) - DQ : Disqualification (disqualification) - NM : Aucun essai valable enregistré (No Mark) - Q : Qualifié « directement » au prochain tour (ou à la prochaine compétition), lors d'une compétition majeure, grâce au classement ou à la réalisation des minima (automatic qualifier) - q : Qualifié au prochain tour (ou à la prochaine compétition), lors d'une compétition majeure, grâce au repêchage ou à la réalisation de l'une des meilleures performances parmi celles des « non qualifiés directement » (grâce au meilleur temps ou à la meilleure distance par exemple) (secondary qualifier) |                                                                                              |                                                                                             |                                                                                 |

### Femmes
| 100 m | Michelle-Lee Ahye 11 s 14                                                                 | Christania Williams 11 s 21                                                                   | Gayon Evans 11 s 22 (PB)                                                                              |
| 200 m | Shaunae Miller-Uibo 22 s 09 (CR)                                                          | Shericka Jackson 22 s 18 (PB)                                                                 | Dina Asher-Smith 22 s 29                                                                              |
| 400 m | Amantle Montsho 50 s 15 (SB)                                                              | Anastasia Le-Roy 50 s 57 (PB)                                                                 | Stephenie McPherson 50 s 93                                                                           |
| 800 m | Caster Semenya 1 min 56 s 68 (CR)                                                         | Margaret Wambui 1 min 58 s 07                                                                 | Natoya Goule 1 min 58 s 82 (PB)                                                                       |
| 1 500 m | Caster Semenya 4 min 0 s 71 (CR, NR)                                                      | Beatrice Chepkoech 4 min 3 s 09 (PB)                                                          | Melissa Courtney 4 min 3 s 44 (PB)                                                                    |
| 5 000 m | Hellen Obiri 15 min 13 s 11                                                               | Margaret Chelimo 15 min 15 s 28                                                               | Laura Weightman 15 min 25 s 84                                                                        |
| 10 000 m | Stella Chesang 31 min 45 s 30                                                             | Stacey Ndiwa 31 min 46 s 36 (PB)                                                              | Mercyline Chelangat 31 min 48 s 41                                                                    |
| Marathon | Helalia Johannes 2 h 32 min 40 s                                                          | Lisa Jane Weightman 2 h 33 min 23 s                                                           | Jessica Trengove 2 h 34 min 9 s                                                                       |
| 100 mètres haies | Oluwatobiloba Amusan 12 s 68                                                              | Danielle Williams 12 s 78                                                                     | Yanique Thompson 12 s 97                                                                              |
| 400 mètres haies | Janieve Russell 54 s 33                                                                   | Eilidh Doyle 54 s 80                                                                          | Wenda Nel 54 s 96 (PB)                                                                                |
| 3 000 m steeple | Aisha Praught 9 min 21 s 00                                                               | Celliphine Chespol 9 min 22 s 61                                                              | Purity Cherotich Kirui 9 min 25 s 74                                                                  |
| 20 km marche | Jemima Montag 1 h 32 min 50 s                                                             | Alana Barber 1 h 34 min 18 s                                                                  | Bethan Davies 1 h 36 min 8 s                                                                          |
| 4 × 100 m | Angleterre Asha Philip Dina Asher-Smith Bianca Williams Lorraine Ugen 42 s 46 (NR)        | Jamaïque Christania Williams Natasha Morrison Gayon Evans Elaine Thompson 42 s 52             | Nigeria Joy Udo-Gabriel Blessing Okagbare-Ighoteguonor Oluwatobiloba Amusan Rosemary Chukwuma 42 s 75 |
| 4 × 400 m | Jamaïque Christine Day Anastasia Le-Roy Janieve Russell Stephenie McPherson 3 min 24 s 00 | Nigeria Patience Okon George Glory Onome Nathaniel Praise Idamadudu Yinka Ajayi 3 min 25 s 29 | Botswana Galefele Moroko Christine Botlogetswe Loungo Matlhaku Amantle Montsho 3 min 26 s 86 (NR)     |
| Saut en hauteur | Levern Spencer 1,95 m (SB)                                                                | Morgan Lake 1,93 m                                                                            | Nicola McDermott 1,91 m (PB)                                                                          |
| Saut à la perche | Alysha Newman 4,75 m (CR, NR)                                                             | Eliza McCartney 4,70 m                                                                        | Nina Kennedy 4,60 m                                                                                   |
| Saut en longueur | Christabel Nettey 6,84 m                                                                  | Brooke Stratton 6,77 m                                                                        | Shara Proctor 6,75 m                                                                                  |
| Triple saut | Kimberly Williams 14,64 m (PB)                                                            | Shanieka Ricketts 14,52 m (SB)                                                                | Thea LaFond 13,92 m                                                                                   |
| Lancer du poids | Danniel Thomas-Dodd 19,36 m (NR)                                                          | Valerie Adams 18,70 m (SB)                                                                    | Brittany Crew 18,32 m                                                                                 |
| Lancer du disque | Dani Stevens 68,26 m (CR)                                                                 | Seema Antil 60,41 m                                                                           | Navjeet Dhillon 57,43 m                                                                               |
| Lancer du marteau | Julia Ratcliffe 69,94 m                                                                   | Alexandra Hulley 68,20 m                                                                      | Lara Nielsen 65,03 m                                                                                  |
| Lancer du javelot | Kathryn Mitchell 68,92 m (CR, AR)                                                         | Kelsey-Lee Roberts 63,89 m                                                                    | Sunette Viljoen 62,08 m                                                                               |
| Heptathlon | Katarina Johnson-Thompson 6 255 pts                                                       | Nina Schultz 6 133 pts (PB)                                                                   | Niamh Emerson 6 043 pts (PB)                                                                          |
| Records et Performances - AR : Record continental (area record) - CR : Record des championnats (championship record) - MR : Record du meeting (meet record) - NR : Record national (national record) - OR : Record olympique (olympic record) - PR : Record paralympique (paralympic record) - PB : Record personnel (personal best) - SB : Meilleure performance personnelle de la saison (season's best) - WL : Meilleure performance mondiale de l'année (world leader) - WJR : Record du monde junior (world junior record) - WR : Record du monde (world record) Circonstances et Conditions - DNF : N'a pas terminé (did not finish) - DNS : N'a pas pris le départ (did not start) - DQ : Disqualification (disqualification) - NM : Aucun essai valable enregistré (No Mark) - Q : Qualifié « directement » au prochain tour (ou à la prochaine compétition), lors d'une compétition majeure, grâce au classement ou à la réalisation des minima (automatic qualifier) - q : Qualifié au prochain tour (ou à la prochaine compétition), lors d'une compétition majeure, grâce au repêchage ou à la réalisation de l'une des meilleures performances parmi celles des « non qualifiés directement » (grâce au meilleur temps ou à la meilleure distance par exemple) (secondary qualifier) |                                                                                           |                                                                                               | |

## Épreuves handisport

### Hommes
| Event                 | Or                            | Argent                      | Bronze                                    |
| --------------------- | ----------------------------- | --------------------------- | ----------------------------------------- |
| 100 mètres (T12)      | Ndodomzi Ntutu 11 s 02        | Hilton Langenhoven 11 s 27  | Muhamad Afiq Mohamad Ali Hanafiah 11 s 28 |
| 100 mètres (T38)      | Evan O'Hanlon 11 s 09         | Dyan Buis 11 s 33           | Charl du Toit 11 s 35                     |
| 100 mètres (T47)      | Suwaibidu Galadima 11 s 04    | James Arnott 11 s 30        | Tevaughn Thomas 11 s 63                   |
| 1 500 mètres (T54)    | Alex Dupont 3 min 11 s 75     | Kurt Fearnley 3 min 11 s 92 | Jake Lappin 3 min 12 s 60                 |
| Marathon (T54)        | Kurt Fearnley 1 h 30 min 26 s | John Smith 1 h 31 min 44 s  | Simon Lawson 1 h 31 min 44 s              |
| Lancer de poids (F38) | Cameron Crombie 15,74 m       | Marty Jackson 13,74 m       | Reinhardt Hamman 13,15 m                  |

### Femmes
| Event                   | Or                                 | Argent                             | Bronze                     |
| ----------------------- | ---------------------------------- | ---------------------------------- | -------------------------- |
| 100 mètres (T35)        | Isis Holt 13 s 58                  | Maria Lyle 15 s 14                 | Brianna Coop 15 s 63       |
| 100 mètres (T38)        | Sophie Hahn 12 s 46 (GR)           | Rhiannon Clarke 13 s 17            | Olivia Breen 13 s 35       |
| 1 500 mètres (T54)      | Madison de Rozario 3 min 34 s 06   | Angela Ballard 3 min 36 s 85       | Diane Roy 3 min 36 s 97    |
| Marathon (T54)          | Madison de Rozario 1 h 44 min 00 s | Eliza Ault-Connell 1 h 44 min 13 s | Jade Jones 1 h 44 min 20 s |
| Saut en longueur (T38)  | Olivia Breen 4,86 m (GR)           | Erin Cleaver 4,36 m                | Taylor Doyle 4,22 m        |
| Lancer du javelot (F46) | Hollie Arnold 44,43 m (WR, GR)     | Holly Robinson 43,32 m             | Friana Kwevira 24,54 m     |